# Pandemonium!
Pandemonium! é o segundo e último álbum de estúdio do grupo de R&B e Hip Hop B2K. O álbum foi lançado pela Epic Records em 10 de dezembro de 2002. Ele estreou nos número dez nas paradas da Billboard 200, e gerou quatro singles: "Bump, Bump, Bump", "Girlfriend" e "What a Girl Wants".
O álbum estreou no número #10 na Billboard 200 e no número #3 da R&B/Hip-Hop Albums vendendo 194.000 na primeira semana. O primeiro single do álbum foi "Bump, Bump, Bump", que alcançou o primeiro lugar na Billboard Hot 100. O segundo single foi "Girlfriend", que chegou ao número 30. O último single foi "What a Girl Wants" que atingiu o número #47. O álbum também ficou no Top 100 de vários outros países como França, Austrália e Reino Unido. Ao todo o álbum vendeu mais de um milhão de cópias, sendo certificado com disco de platina pela (RIAA) nos Estados Unidos e sendo certificado com disco de prata pela (BPI) na Europa.

## Faixas
| #   | Título                                                    | Tempo |
| --- | --------------------------------------------------------- | ----- |
| 1.  | "Intro"                                                   | 0:31  |
| 2.  | "Bump, Bump, Bump" (ft. P. Diddy)                         | 4:42  |
| 3.  | "Girlfriend"                                              | 3:24  |
| 4.  | "You Can Get It" (ft. Makeba "Girl Wonder" Riddick)       | 3:44  |
| 5.  | "One Kiss"                                                | 3:32  |
| 6.  | "Bump That"                                               | 3:15  |
| 7.  | "My Girl"                                                 | 4:38  |
| 8.  | "What a Girl Wants"                                       | 4:38  |
| 9.  | "Sleepin'"                                                | 4:29  |
| 10. | "Would You Be Here"                                       | 3:57  |
| 11. | "Everything"                                              | 3:57  |
| 12. | "Tease" (ft. Jhené, Young Rome e IMx)                     | 3:13  |
| 13. | "Back It Up"                                              | 3:01  |
| 14. | "Where Did We Go Wrong"                                   | 4:08  |
| 15. | "Pretty Young Thing"                                      | 3:15  |
| 16. | "I Beat You To It (Turn the Party Out)"                   | 3:52  |
| 17. | "The Other Guy"                                           | 3:16  |
| 18. | "Why I Love You"                                          | 3:59  |
| 19. | "Boys 4 Life"                                             | 4:39  |
| 20. | "Girlfriend (Ron G Remix)" (ft. 50 Cent)                  | 3:19  |
| 21. | "Dog" (Jhené ft. Lil' Fizz)/"What You Get" (hidden track) | 7:38  |